# Governo provvisorio della Siberia autonoma
Il Governo provvisorio della Siberia autonoma (PGAS), o in totale Governo social-rivoluzionario-menscevico provvisorio della Siberia autonoma, è stato un governo fantoccio instaurato in Siberia, creato dal movimento bianco.

## Storia
Il governo provvisorio della Siberia autonoma è entrato in vigore il 19 giugno 1918 durante la guerra civile russa dopo un colpo di stato a Vladivostok e dopo che le Legioni Cecoslovacche presero il controllo del territorio all'inizio di giugno, ed il 7 entrarono a Omsk che divenne la sede del Governo. Il 17 luglio il Governo proclamò la Repubblica di Siberia, la quale però sarà sciolta il 3 novembre per ordine del generale e Capo di Stato Aleksandr Vasil'evič Kolčak e del Governo provvisorio panrusso, che non intendevano attuare una secessione in Russia ma lottare per una Russia unita antibolscevica. Il 22 dicembre durante una breve rivolta a Omsk, Kolčak allontanò i menscevichi dal governo e governò con poteri dittatoriali fino alla fine, il 7 febbraio 1920 con la morte del dittatore bianco il governo fu sciolto e la Siberia  fu conquistata dai bolscevichi dopo la fine del Governo provvisorio del Priamur'e.
Ad est i territori erano protetti dall'esercito giapponese in cui vi erano due stati, uno cosacco e uno Ucraino: lo Stato cosacco di Transbajkalia dell'Atamano Grigorij Michailovič Semënov con capitale Čita, e l'Ucraina Verde di Jurij Mova-Glusko, con lo stato cuscinetto di Buriazia, che però fu in cattivi rapporti con il Governo provvisorio della Siberia autonoma in quanto essi volevano la secessione dalla Russia.

## Composizione (da giugno 1918)
- Pëtr Derber - Primo Ministro
- Aleksandr Novoselov - Affari Interni
- Pëtr Vologodskij - Affari Esteri
- Arkady Krakovetsky - Guerra
- Grigorij Patušinskij - Giustizia
- Ivan Michajlov - Finanze
- Leonid Ustrugov - Ferrovie
- Ivan Yudin - Lavoro
- Pëtr Derber - Agricoltura
- M. A. Kolobov - Commercio e Industria
- Rinčingijn Ėlbėgdorž - Pubblica istruzione
- Ivan Serebrennikov - Approvvigionamento e alimentazione
- Volodymyr Krutovskiy - Sanità
- D. G. Sulim - Nazionalità Extraterritoriali
- V. T. Tiber-Petrov - Affari Nativi
- Nikolaj Žernakov - Revisore generale
- Valerian Moravsky - Segretario
- Zakharov - senza portafoglio
- Sergey Kudryavtsev - senza portafoglio
- G. Sh. Neamitullov - senza portafoglio
- Michail Bonifatevič Šatilov - senza portafoglio